# Coupe de la Ligue française masculine de water-polo 2013-2014
Cet article traite de l'épreuve masculine. Pour la compétition féminine, voir Coupe de la Ligue française de water-polo féminin 2013-2014.
Navigation
Coupe de la Ligue 2014-2015
La Coupe de la Ligue de water-polo 2013-2014 est la 1re édition de la Coupe de la Ligue de water-polo française, organisée par la Ligue promotionnelle de water-polo.

## Modalités
Les huit équipes les mieux classées, à la mi-saison de Pro A, sont qualifiées pour la Coupe de la Ligue qui se dispute à la piscine George Vallerey de Paris (XXe) le 15 et 16 mars 2014,.
Les 8 meilleures équipes françaises seront présentes pour en découdre lors de matchs à élimination directe : quarts de finale et demi-finales le samedi, petite et grande finale le dimanche.
L'Olympic Nice Natation est le premier club à inscrire son nom sur le palmarès de la compétition.

## Phase finale[4]
|  | Quarts-de-finale 15 mars 2014 | Quarts-de-finale 15 mars 2014 |                       |              | Demi-finales 15 mars 2014 | Demi-finales 15 mars 2014 |  |  | Finale 16 mars 2014 | Finale 16 mars 2014 |
|  | Quarts-de-finale 15 mars 2014 | Quarts-de-finale 15 mars 2014 |                       |              | Demi-finales 15 mars 2014 | Demi-finales 15 mars 2014 |  |  | Finale 16 mars 2014 | Finale 16 mars 2014 |
|  |                               |                               |                       |              |                           |                           |  |  |                     |                     |
|  |                               |                               |                       |              |                           |                           |  |  |                     |                     |
|  |                               |                               |                       |              |                           |                           |  |  |                     |                     |
|  | [1] Montpellier WP            | 12                            |                       |              |                           |                           |  |  |                     |                     |
|  | [1] Montpellier WP            | 12                            |                       |              |                           |                           |  |  |                     |                     |
|  | [8] EN Lille Métropole        | 7                             |                       |              |                           |                           |  |  |                     |                     |
|  | [8] EN Lille Métropole        | 7                             | Montpellier WP        | 11           |                           |                           |  |  |                     |                     |
|  |                               |                               | Montpellier WP        | 11           |                           |                           |  |  |                     |                     |
|  |                               | DFC Sète                      | 7                     |              |                           |                           |  |  |                     |                     |
|  | [4] DFC Sète                  | DFC Sète                      | 7                     | 8 (5)        |                           |                           |  |  |                     |                     |
|  | [4] DFC Sète                  |                               |                       | 8 (5)        |                           |                           |  |  |                     |                     |
|  | [5] FNC Douai                 | 8 (3)                         |                       |              |                           |                           |  |  |                     |                     |
|  | [5] FNC Douai                 | 8 (3)                         | Montpellier WP        | 7 (3)        |                           |                           |  |  |                     |                     |
|  |                               |                               | Montpellier WP        | 7 (3)        |                           |                           |  |  |                     |                     |
|  |                               | Olympic Nice Natation         | 7 (5)                 |              |                           |                           |  |  |                     |                     |
|  | [2] Olympic Nice Natation     | Olympic Nice Natation         | 7 (5)                 | 13           |                           |                           |  |  |                     |                     |
|  | [2] Olympic Nice Natation     |                               |                       | 13           |                           |                           |  |  |                     |                     |
|  | [7] Team Strasbourg           | 9                             |                       |              |                           |                           |  |  |                     |                     |
|  | [7] Team Strasbourg           | 9                             | Olympic Nice Natation | 13           |                           |                           |  |  |                     |                     |
|  |                               |                               | Olympic Nice Natation | 13           | Match pour la 3e place    |                           |  |  |                     |                     |
|  |                               | CN Marseille                  | 12                    |              |                           |                           |  |  |                     |                     |
|  | [3] CN Marseille              | CN Marseille                  | 12                    | 13           |                           |                           |  |  |                     |                     |
|  | [3] CN Marseille              |                               |                       | 13           |                           |                           |  |  |                     |                     |
|  | [6] Pays d'Aix Natation       | 8                             |                       | CN Marseille | 19                        |                           |  |  |                     |                     |
|  | [6] Pays d'Aix Natation       | 8                             |                       | CN Marseille | 19                        |                           |  |  |                     |                     |
|  |                               |                               |                       |              |                           |                           |  |  | DFC Sète            | 3                   |
|  |                               |                               |                       |              |                           |                           |  |  | DFC Sète            | 3                   |